# رون جونز
رون جونز (بالإنجليزية: Ron Jones)‏ (و. 1954 – م) هو ملحن، وكاتب سيناريو من الولايات المتحدة الأمريكية. ولد في كانساس سيتي، كانساس.

## وصلات خارجية
- رون جونز على موقع IMDb (الإنجليزية)
- رون جونز على موقع ألو سيني (الفرنسية)
- رون جونز على موقع ميوزك برينز (الإنجليزية)
- رون جونز على موقع أول موفي (الإنجليزية)
- رون جونز على موقع ديسكوغز (الإنجليزية)
- رون جونز على موقع قاعدة بيانات الفيلم (الإنجليزية)
- رون جونز على موقع كينوبويسك (الروسية)